# Pulutan (Ngombol)
Pulutan is een bestuurslaag in het regentschap Purworejo van de provincie Midden-Java, Indonesië. Pulutan telt 399 inwoners (volkstelling 2010).